# Sabina Yasmin

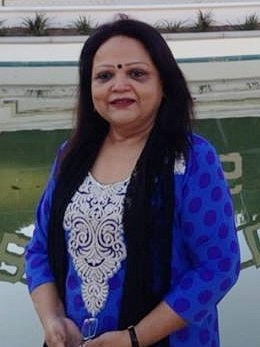
Sabina Yasmin 2014

Sabina Yasmin (bengalisch সাবিনা ইয়াসমিন, geb. 4. September 1954), ist eine bangladeschische Sängerin. Sie ist bekannt als Playback-Sängerin im bangladeschischen Film. Sie hat 14 Mal den Bangladesh National Film Award als beste Playbacksängerin gewonnen. Sie hat mehr als 1.500 Lieder für Filme und mehr als 10.000 Songs insgesamt aufgenommen.
Yasmin wurde 1984 von der Regierung von Bangladesch der Ekushey Padak verliehen und 1996 der Independence Day Award.

## Leben

### Jugend
Yasmin wurde am 4. September 1954 in Dhaka. Ihr Heimatort ist Satkhira. Ihr Vater, Lutfar Rahman, arbeitete im Provincial Civil Service des British Raj und ihre Mutter, Begum Mouluda Khatun, war schon eine Sängerin, die beim Musiker Ustaad Kader Baksh Gesangsunterricht nahm. Yasmin ist die jüngste von fünf Schwestern; auch ihre ältere Schwestern sind Sängerinnen: Farida Yasmin, Fauzia Yasmin, Nazma Yasmin und Nilufar Yasmin. Der erste Song, den Yasmin am heimischen Harmonium lernte, war Khokon Moni Shona. 1964 sang sie regelmäßig im Radioprogramm Khela Ghar. P. C. Gomez war ihr Mentor für klassische Musik. Der Musiker Altaf Mahmud entdeckte ihre Singstimme, als er einen ihrer Nachbarn besuchte. Sie hatte ihr Debüt im Playbacksingen durch den Song Modhu Jochnar Dipali für den Film Agun Niye Khela (1967), der von Zahir Raihan produziert wurde. Schon als Kinderkünstlerin gewann sie zusammen mit Shahnaz Rahmatullah Auszeichnungen von Präsident Muhammed Ayub Khan.

### Karriere
Ihren ersten Durchbruch hatte Yasmin mit dem Titel Shudhu Gaan Geye Porichoy. Anschließend begann sie unter Altaf Mahmud in Filmen wie „Anowara“, „Nayantara“ und „Taka Ana Pai“ zu arbeiten. Nach und nach trat sie zusammen mit Satya Saha, Subal Das, Khan Ataur Rahman, Alauddin Ali, Ahmed Imtiaz Bulbul und Gazi Mazharul Anwar auf.

### 1960er
Yasmin hat für Film-, Radio-, Fernseh- und Grammophonfirmen gesungen. Sie begann ihre Karriere in der pakistanischen Filmindustrie und erlangte Anerkennung, als sie für den Film Anari (1969) ein Duett mit Ahmed Rushdi Baharon ki yeh shaam sang.

### 1970er
Als Yasmin in die Filmindustrie einstieg, war ihr Co-Star Shahnaz Rahmatullah Sängerin Nummer eins. 1970 wurde der Film Jibon Theke Neya veröffentlicht. Es enthielt das Lied „Eki Sonar Aloy“, das Yasmin zur Leadsängerin machte. Sie sang einige patriotische Lieder: „Sob Kota Janala“, „Swajan Harano Diner Samarane“, „Sei Railliner Dhare“, „Swadhinata Tumi“.
Berühmt wurde sie mit dem Lied „Sudhu Gaan Geye Porichoy“ im Film „Abujh Mon“ von 1972. Sie sang „Tumi Je Amar Kobita“, „Tumi Achho“ und Duette mit Mahmudunnabi. Für ihre Lieder in „Sujon Sokhi“ erhielt sie 1975 den ersten Bangladesh National Film Award als beste Playback-Sängerin. Sie erhielt drei aufeinanderfolgende nationale Filmpreise: 1978 für Golapi Ekhon Train E; 1979 für Sundari und 1980 für Kosai.

### 1980er
Sie sang zahlreiche Hits wie „Koto Sadhonay Emon Bhagyo Mele“, „Shoto Jonomer Sadh“, „E Jibone Tumi Ogo Ele“ und viele mehr.
Ihre steigende Popularität führte sie ins indische Kino. 1985 sang sie „Cherona Cherona Haat“ und „Jalpari“ mit Kishore Kumar in der indisch-bangladeschischen Gemeinschaftsproduktion Anyay Abichar mit der Musik von Rahul Dev Burman.

### 1990er
Yasmin gewann 1991 nationale Auszeichnungen für Danga und 1992 für Radha Krishna. 1994 betrat Kanak Chapa die Musikszene mit dem Film Tomakei Chai.

### 2000er
Im Jahr 2000 war Kanak Chapa bereits die gefragteste Playbacksängerin. Dennoch durfte Yasmin zahlreiche Hits singen, die von erstklassigen Musikdirektoren komponiert wurden. Sie erhielt den National Film Award für ihre Darstellung von „Boroshar Prothom Dine“ in Dui Duari (2000). Im Jahr 2004 führte ihr Song „Preme Poreche Mon“ in „Wrong Number“ die Musik-Topcharts an. Für „Dui Noyoner Alo“ erhielt sie ihren 12. und letzten National Film Award.

### 2010er
Yasmin sang ein Duett mit dem Gewinner von Channel-I Sera Kontho, Imran In. In diesen Jahren sang sie für die neue Generation von Schauspielerinnen wie Apu Biswas, Sahara, Racy und anderen. Ihr Song „Premiker Buk Jeno Sukher Nodi“ war viele Wochen in den Top-Charts.

## Familie
Yasmin war dreimal verheiratet. Sie hat eine Tochter, Fairooz Yasmin (Badhon), eine Sängerin, aus ihrer ersten Ehe mit Anisur Rahman, und einen Sohn, Srabon, aus ihrer zweiten Ehe mit Amir Hossain. 1998 lernte sie Kabir Sumon kennen, einen indisch-bengalischen Musiker und politischen Aktivisten, den sie später heiratete.
Im Juli 2007 wurde bei Yasmin ein Non-Hodgkin-Lymphom diagnostiziert. Sie wurde am 12. Juni in das Labaid-Krankenhaus eingeliefert. Die Ärzte stellten fest, dass sie an einer Milzinfektion litt. Am 21. Juni erfolgte eine Notoperation. Aber ihr Gesundheitszustand verbesserte sich nicht. Für eine bessere Behandlung flog sie am 11. Juli nach Singapur. Nach einer dreieinhalbmonatigen Behandlung kehrte sie nach Bangladesch zurück.

## Werke
| - Cherona Cherona Haat - Jalpari - E Jibone Tumi Ogo Ele - Koto Sadhonay - Shoto Jonomer Swapno - O Majhi Nao Chhaira De - Majhi Nao Chhaira De Choluk Mach Dhoira Diya - Ei Mon Tomake Dilam - Shukher Pakhi Re - Tumi Boro Bhagyoboti - Boroshar Prothom Dine - Moneri Range Rangabo - Shudhu Gaan Geyei Pirichoy - Ekbar Jete Dena - O Amar Rosiya - Ei Prithibir Pore - Mohakal Seto Akul Mahasamudra - Swajon Harano Diner Smarane - Sei Railliner Dhare - Ek Je Chhilo Meye Tar Poribanu Naam - Shadhinota Tumi - Sundor Suborno - Amar Hridoyer Aina - Tumi Je Amar Kabita - Boner Kokil - Premiker Buk Jeno Sukher Nodi - Amar Mon Kande - Kaunse Dariya (Hindi) - Ami Rajanigandha - Badla Dine - Achar Khaile Bhuchar Hobe - Baba Bole Gelo - Eki Sonar Aloy - Ekdin Chhuti Hobe - Amay Jodi Proshno Koro Hira Motir Desh - Sob Kota Janala - Jodi Raat Pohale Shona Jeto | - Jibon Theke Neya. 1970 - Abujh Mon. 1972 - Ora Egaro Jon. 1972 - Titas Ekti Nodir Naam. 1972 - Orunodoyer Ogni Sakkhi. 1973 - Otithi. 1973 - Dhire Bohe Meghna. 1973 - Masud Rana. 1973 - Swarolipi. 1974 - Chokher Joley. 1974 - Beiman. 1974 - Abar Tora Manush Ho. 1974 - Alor Michil. 1974 - Shujon Sokhi. 1974 - Shadhu Shoytan. 1975 - Badi Theke Golam. 1975 - O Bondhu. 1976 - Rajmahal. 1976 - Shomadhi. 1976 - Ki Je Kori. 1976 - Anirban. 1976 - Chondro Hariye Gelo. 1976 - Miss Lanka. 1977 - Ashami. 1977 - Ashikkhito. 1977 - Mustafiz. 1977 - Jadur Bashi. 1977 - Golapi Ekhon Traine. 1978 - Rosher Baidani. 1978 - Alankar. 1978 - Sareng Bou. 1978 - Chokher Moni. 1978 - Pratinidhi. 1979 - Matir Ghar. 1979 - Joker. 1979 - Sonar Cheye Dami. 1979 - Sundari. 1979 - Abirbhab. 1980 - Simana Periye. 1980 - Matir Manush. 1980 - Kosai. 1980 - Abhiman. 1980 - Anarkali. 1980 - Emiler Goyenda Bahini. 1980 - Chhutir Ghonta. 1980 - Shukhe Thako. 1981 - Shahar Theke Dure. 1981 - Bokul Phuler Mala. 1981 - Sohag Milan. 1981 - Sot Ma. 1981 - Bondini. 1981 - Devdas. 1982 - Desh Pardesh. 1982 - Ronger Manush. 1982 - Rajnigandha. 1982 - Bhat De. 1982 - Boro Bhalo Lok Chilo. 1982 - Palki. 1983 - Mayer Dowa. 1983 - Bini Sutar Mala. 1983 - Shasti. 1984 - Mahanayak. 1984 - Rakhe Allah Mare Ke. 1984 - Rajlokkhi Srikanto. 1984 - Chor. 1985 - Ranga Bhabi. 1985 - Anyay Abichar. 1985 | - Tin Konya. 1986 - Bicharpati. 1986 - Dui Poisar Alta. 1986 - Loraku. 1986 - Sontrash. 1986 - Shondhi. 1987 - Kajer Beti Rahima. 1987 - Shakkhor. 1988 - Beder Meye Jyotsna. 1989 - Shorto. 1989 - Ekdin Tomay Na Dekhile. 1989 - Swadhin. 1990 - Fire Fire Asi. 1991 - Chokher Pani. 1991 - Padma Meghna Jamuna. 1991 - Rupban. 1991 - Beder Meye Jyotsna. 1991 - Shradhha. 1992 - Somor. 1992 - Shankhanil Karagar. 1992 - Premer Nam Bedona. 1992 - Keyamot Theke Keyamot. 1993 - Tomakey Chai. 1994 - Bikkhov. 1994 - Don. 1994 - Khudha. 1994 - Sneha. 1995 - Ananda Asru. 1995 - Satyer Mrityu Nei. 1995 - Banglar Nayok. 1995 - Dipu Number Two. 1996 - Hangar Nadi Grenade. 1997 - Bhondo. 1997 - Praner Cheye Priyo. 1997 - Swapner Nayok. 1998 - Swapner Prithibi. 1998 - Amma. 1998 - Paradhin. 1998 - Biyer Phul. 1999 - Madam Fuli. 1999 - Ammajan. 1999 - Ragi. 1999 | - O Priya Tumi Kothay. 2000 - Itihas. 2001 - Hason Raja. 2002 - Artonad. 2002 - Phul Nebo Na Osru Nebo. 2003 - Wrong Number. 2004 - Megher Opare Megh. 2004 - Hajar Bachhar Dhore. 2005 - Molla Barir Bou. 2005 - Sajghar. 2006 - Jiboner Golpo. 2006 - Ek Takar Bou. 2007 - Ei Je Duniya. 2007 - Megher Koley Rod. 2008 - Pashaner Prem. 2008 - Meye Sakkhi. 2008 - Ki Jadu Korila. 2008 - Swami Bhagya. 2012 - Tomar Sukhei Amar Sukh. 2012 - Judge Barrioster Commissioner. 2013 - Tumi Sei Anamika. 2013 - Nishpap Munna. 2013 - Rupgawal. 2013 - Jiban Nadir Teere. 2013 - Shabnam. 2014 - Kusumpurer Golpo. 2014 - Moner Ajante. 2015 |

### Ehrungen
Bangladesh National Film Award for Best Female Playback Singer
- 1975 – Sujon Sokhi
- 1978 – Golapi Ekhon Traine
- 1979 – Sundari
- 1980 – Kosai
- 1984 – Chandranath
- 1985 – Premik
- 1987 – Rajlakshmi Srikanto
- 1988 – Dui Jibon
- 1991 – Danga
- 1992 – Radha Krishna
- 2000 – Aaj Gaye Holud
- 2005 – Dui Noyoner Alo
- 2012 – Devdas
- 2018 – Putro

Andere
- 1984 – Ekushey Padak
- 1996 – Independence Day Award
- 2016 – Firoza Begum Gold Medal[14]